# Шаванак
Шавана́к (фр. и окс. Chavanac) — коммуна во Франции, находится в регионе Лимузен. Департамент — Коррез. Входит в состав кантона Сорнак. Округ коммуны — Юссель.
Код INSEE коммуны — 19052.
Коммуна расположена приблизительно в 360 км к югу от Парижа, в 75 км восточнее Лиможа, в 50 км к северо-востоку от Тюля.

## Население
Население коммуны на 2008 год составляло 59 человек.
| 1962 | 1968 | 1975 | 1982 | 1990 | 1999 | 2008 |
| ---- | ---- | ---- | ---- | ---- | ---- | ---- |
| 67   | 67   | 46   | 48   | 34   | 49   | 59   |

## Экономика
В 2007 году среди 39 человек в трудоспособном возрасте (15-64 лет) 28 были экономически активными, 11 — неактивными (показатель активности — 71,8 %, в 1999 году было 43,3 %). Из 28 активных работали 26 человек (15 мужчин и 11 женщин), безработных было 2 (2 мужчин и 0 женщин). Среди 11 неактивных 4 человека были учениками или студентами, 5 — пенсионерами, 2 были неактивными по другим причинам.